# 2018年花莲地震
2018年花蓮地震，主震發生於2018年2月6日23時50分41.6秒（UTC+8）的地震，其震中位於臺灣花蓮縣近海，地震規模為ML 6.2級、MW 6.4級，震源深度6.3千米。本次地震前後發生了多次芮氏規模5級以上之地震，其中最大前震發生於2018年2月4日21時56分40.6秒，震中位於花蓮縣近海，地震規模為ML 5.8級，震源深度10.6千米。
交通部中央气象局在前震後受訪時表示地震仍属于正常能量释放，並有專家表示這是自1972年瑞穗地震以來當地發生過規模最大的地震。另外，此次地震的主震正好發生在2016年高雄美濃地震的两周年。本次地震造成17人罹難，共有172所各級學校受災，以及約有48間公司與工廠有直接經濟損失。

## 地震分析

### 构造背景
台湾位于地震活跃环太平洋火山带中，菲律宾海板块和欧亚板块交界上。菲律宾海板块以每年平均82公釐的速度朝西北碰撞欧亚板块，因此地震频繁。台湾共有33条活动断层。另有4条存疑性断层未列入编號。台湾地震带主要有三，分别为西部地震带、东部地震带以及东北部地震带。而东北部地震带系受冲绳海槽扩张作用影响，多属浅层地震，并伴随有地热与火山活动现象。在本次地震震中附近曾发生过多次震级6级以上的地震，如在1951年、1966年、1972年、1986年、2002年、2009年、2013年。

### 专家意见

2018年花莲地震序列规模与时间分布图

2018年花莲地震地震序列分布图

交通部中央气象局在前震後受訪時表示地震仍属于正常能量释放，並表示與1月發生的阿拉斯加地震無關，地震测报中心代理主任陈国昌认为，此次地震可能是菲律宾海板块挤压欧亚大陆板块造成的。由于这个区域属于地震活跃区，预计未来不排除还有规模達ML 4级左右的余震，但属于正常地震活动，後續應不至於發生規模更大地震。陈国昌还认为，从2月4日21点12分到22点16分，短短约一个小时内，花莲地区总共发生十次地震，如此高密度的地震，在台湾地区是比较罕见的，表示“从来没发生过这么密集的地震”。台湾国立中央大学应用地质研究所李锡堤教授指出，本次地震震源位于清水断崖与太平洋交界处的断层，數起地震皆集中於此。4日的地震是群震之一，无法明确判断出主震的地震型态。國立臺灣大學地質系教授陳文山表示，此次地震落在兩、三年前劃的米崙斷層地質敏感區裡面，並認為米崙斷層是有活動過的。
陳國昌在主震後隨即召開記者會，表示這是自1972年瑞穗地震以來當地發生過規模最大的地震，且目前這個地震序列還在發展當中，能量釋放尚未完全結束，與以往情況頗異，未來不排除有更大地震發生。前氣象局長辛在勤指出，花蓮地區原本就是板塊正面撞擊的地方，板塊非常破碎，能量累積得相當快，地震活動相對也就頻繁，但不至於發生到MW 7級以上的大地震，研判未來2到3週將陸續有餘震發生。統計至7日中午前，相關餘震已超過130起，陳國昌表示，以台灣1年平均20-25個MW 5以上的地震來看，這幾天就占了一半，非常罕見，「完全超出我們對這個地區地震的看法」。陳指出，若多數餘震開始向南偏移且餘震規模趨大，亦即餘震形態改變，要擔心可能引發另一個地質構造。晚間，地震測報中心副主任呂佩玲以921大地震為例表示，該場地震達ML 7.3級，強度是此次地震的近百倍，因此進一步觸發其他斷層活動，但此次地震僅ML 6.0級，觸發能量有限，不至於引發其他斷層活動。
交通部中央气象局于7日表示，這次地震序列不是正常能量釋放，而且它似乎還在發展，原本4日以後，餘震的頻率、規模逐漸減緩，但到了6日ML 4級以上的地震卻又不斷出現，預估餘震將從2個禮拜拉長到1個月。目前看来，4日晚上的ML 5.8级地震和6日深夜的ML 6.0级地震是同一序列，推定6日深夜的ML 6.0级地震为主震。主震之前已有94个有感地震发生，未来是否会诱发其他地震活动，还要再观察。國立中央大學地球科學系馬國鳳教授指出，本次主震因米崙斷層引起，而之前多達94起前震構成的「群震」則誘發了米崙斷層活動，才造成慘重災情。前中央氣象局地震测报中心主任郭鎧紋表示，去年台灣發生的ML 4級以上且納入編號的有感地震發生得太少，表示能量並未釋放完全，才會發生規模這麼大的地震，但累積的能量不一定就會在今年一次釋放完畢，有可能會持續累積，因此不排除會有更大餘震發生。
經濟部中央地質調查所的資料顯示，米崙斷層為左移斷層兼具逆移分量，約呈南北走向，由花蓮縣七星潭海岸向南延伸至花蓮市美崙山西南側，長約8公里。副所長曹恕中指出，目前看來確實建物倒塌與米崙斷層有關，但尚無充分資料研判是否為斷層活動，或是純粹斷層地質造成建物倒塌的狀況。國家實驗研究院研究人員指出，他們將米崙斷層與倒塌、傾斜建築物位置相堆疊製作出關聯圖，圖表顯示倒塌的建築物皆在米崙斷層上，但沒有絕對關係證明米崙斷層與地震有相關，米崙斷層是否延伸到海中，後續也會做相關研究。前氣象局長辛在勤則認為，同一個破裂面要連續撕裂兩次，不可能短時間內發生規模與主震相近且頻繁的餘震，並認為米崙斷層與這次強震無關。
7日晚間，台灣發生ML 5.7级有感地震，中央氣象局地震測報中心表示此起有感地震仍是餘震。陳國昌受訪時強調，整起地震序列在衰減的過程當中，本來就不排除還會有規模超過5级的餘震發生，但是不會非常多，只會久久一次。當整個活動地區的應力不平衡，小型餘震無法解決這樣的不平衡，就會有比較大的餘震發生。根據中央氣象局地震測報中心資料顯示，截至7日晚間11時的餘震共達182起。翌日上午，陳國昌表示，地震序列在衰減過程中，只要次數在預期範圍內，以能量釋放的角度而言，偶出現規模大一點的餘震不見得是壞事，但隨著餘震週期逐漸拉大但速度頗慢，能量衰減過程亦非平滑向下，研判未來仍有規模達ML 5級以上的地震。韓國釜山大學地質系教授孫雯（韓語：손문）前往花蓮調查活斷層，在震後受訪時表示地震規模與受災程度無直接關係，主要是和震源深度比較有密切關係，由於震央靠近都市中心，才使得花蓮嚴重受創。地震測報中心技正蕭文啟指出，在7日晚間的最大餘震後，目前地震活動仍處高峰期，未有趨緩的跡象，預測未來三周都無法排除ML 4级，甚至ML 5级的餘震發生。科技部台灣地震科學中心則表示相關餘震將持續3至6個月，研究小組警告，臺北這個地震災害相對安全的地區不再是地震的「避風港」。而在此次地震發生前的前震發生後，氣象局地震測報中心副主任呂佩玲就表示，花蓮位在板塊交界，地震本來就多，台北地區明顯感受到地震是因為台北的盆地效應所致，當震波傳到台北時，震波聚焦，加上台北高樓多，地震來時搖晃更為明顯。
国立中央大学应用地质研究所教授李锡堤指出，20世纪初台湾东部有規模達ML 8級以上的地震，百年周期将至，未来十年花莲外海发生規模達ML 8級以上的地震亦不意外。国立台湾大学地质科学系教授吴逸民表示，花莲位于地震带，历史上也曾有过一天发生二、三十起有感地震的现象，是该区域构造特性所致。國立中央大學地球科學系教授馬國鳳表示，以震源機制來判斷是由米崙斷層造成。國立中央大學地球物理研究所教授顏宏元分析指出，這是屬於「南澳地震帶」的地震，此類地震之餘震通常將維持一段時間，估計至少兩週將有餘震。美國南加州大学南加州地震中心教授酈永剛表示，24小時內發生多起ML 5級以下的地震，此次地震應屬於「主震—餘震型」，至於是否將出現規模更大的地震，則需觀察至少72小時才能定論。中國地震台網中心副主任劉桂萍則稱，此次地震屬於震群型地震，此類地震餘震較多，持續時間較長。韓國氣象廳在10日上午表示在主震發生後的兩週內有機會發生MW 5级的地震，交通部中央氣象局震測報中心則在10日下午表示，餘震與先前相比已趨緩許多，不過預期未來2周內仍有ML 4级以上餘震發生的可能，但機率相對降低。

## 参数测定

### 前震

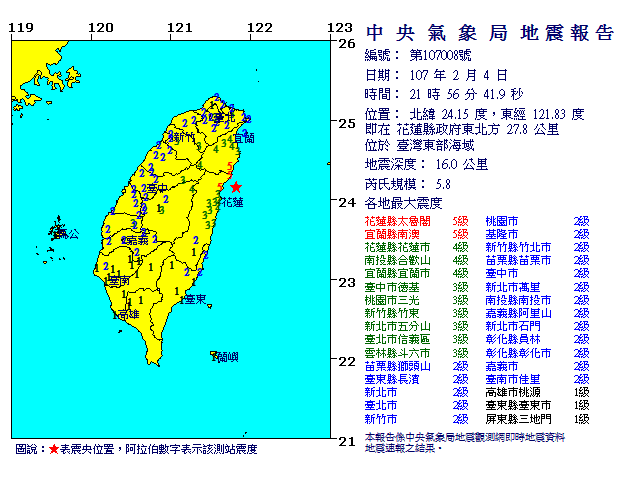
中华民国交通部中央气象局在最大前震发生后发布的地震报告

经中華民國交通部中央氣象局测定，本次地震的最大前震发生于2018年2月4日21时56分40.6秒，规模为ML 5.8级，震央位于北纬24.15度、东经121.74度，震源深度10.6公里，最大烈度为5级，发生之前共发生2次4级以上的地震，2月4日3时30分56秒和21时12分52秒分别发生了MW 4.8级和MW 5.3级地震。在2月6日23時50分的地震發生前，一度被認定是主震。气象局发布公告称，因地震深度浅而震感强烈，将持续关注。是次地震序列还多次触发了台湾强震即时警报系统，气象局透过灾防告警系统發布了數次地震速報及地震報告，主要發布範圍為花蓮縣。
中国地震台网在地震发生后发布速报值，测定本次地震规模为MS 5.6级，震源深度约10千米，随后又正式测定，2018年2月4日21时56分41秒在台湾花莲县附近海域发生MS 6.4级地震，震中位于北纬24.2度、东经121.72度，震源深度10千米。福建省沿海城市如福州、平潭、莆田、泉州、廈門等地民眾多感受到明顯震感。中华人民共和国国家海洋局海啸预警中心在于当日发表的海啸訊息中指出，本次地震不会引发海啸。香港天文台測定，本次地震的規模為ML 6.0級，震央位於北緯24.15度、東經121.66度，並接獲7名香港市民通報稱九龍東區、新界東區及大嶼山等地區有輕微震感並維持數秒，當地測得麥加利地震烈度2度。日本氣象廳测定，本次地震的规模为Mj 6.6级、MW 6.2级，震中位于北纬24度7分、东经121度42分，震源深度约10公里，并于地震8分钟后对宫古岛和八重山地方发布了海啸预报（可能会发生海面变动，但不会造成灾害）。冲绳县与那国町的一处地震观测点观测到震度2。韓國氣象廳測定，本次地震的規模為6.1級，震央位於北緯24.10度、東經121.66度。
美国地质調查局测定，本次地震规模为MW 6.1级，震源深度约7.8千米，最大烈度为7度（VII）。本次地震已被列入美國地質調查局2018年显著地震列表。在美國地質調查局设置的互联网调查页面中，最大烈度推定为5度（V），即“所有人都有察觉”。地震发生翌日，美國地質調查局对本次地震的烈度訊息进行了更新，由最大烈度7度修订至5度，震源深度由7.8千米修订为12.0千米。

### 主震

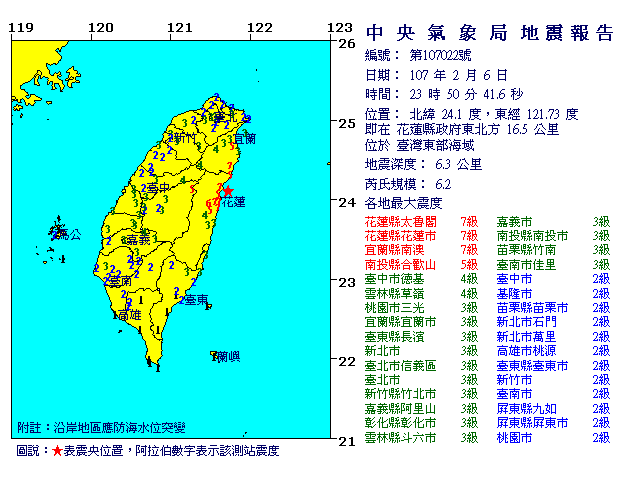
中华民国交通部中央气象局在主震发生后发布的地震报告

中華民國交通部中央气象局正式测定，本次地震（主震）发生于2018年2月6日23时50分41.6秒，震中位于北纬24.10度、东经121.73度，地震规模为ML 6.2级，震源深度6.3千米，花莲县花莲市、太魯閣、鹽寮及宜兰县南澳测得本次地震最大烈度为7级。气象局透过灾防告警系统發布地震速報及地震報告，主要發布範圍為花蓮縣。除此之外，气象局还提醒震中附近沿岸地区应防海水位突变。此次强震全台有感摇晃，南澳、花蓮震动至少86秒，嘉义有70秒，台北51秒、新北64秒。
中国地震台网正式测定，本次地震发生于北緯24.13度、東經121.71度，地震规模为MS 6.5级，震源深度约11千米。中國大陸沿海城市如福建省福州市、莆田市、厦门市、泉州市、漳州市，以及广东省沿岸、浙江省杭州市、寧波等地也有明显震感。厦门市地震局估计震中烈度约为中国地震烈度表9度。据福建省地震局测定，台湾宜兰县测得最大烈度6度，而福建全省各烈度站均测得烈度1度。香港天文台測定，本次地震的規模為ML 6.4級，震央位於北緯24.04度、東經121.79度，並接獲17名香港市民通報稱有輕微震感並維持數秒，當地測得麥加利地震烈度2度。日本氣象廳经过解析，确定本次地震规模为Mj 6.7级，震央位於北緯24度05.2分、東經121度40.6分，震源深度10千米。冲绳县与那国町的一处地震观测点测得震度2。韓國氣象廳測定，本次地震的規模為6.0級，震央位於北緯24.14度、東經121.69度。
美國地質調查局同日测定，本次地震发生于花莲东北偏北约22千米，地震规模为MW 6.4级，震源深度约10.6千米。在美国地质勘探局设置的互联网调查页面中，最初推定最大烈度为5度（V），随后更新为7度（VII），最终定为8度（VIII）。本次地震已被列入美国地质勘探局2018年显著地震列表。

### 余震
中央氣象局在主震過後，多次透過災防告警系統發布地震速報及地震報告，主要發布範圍為花蓮縣。中央氣象局地震測報中心指出，迄2月8日晚間7時凡顯著有感餘震34起、小區域餘震209起，其中規模達ML 5級的餘震有5起，最大餘震之規模達ML 5.7級，震源深度約10.0公里，花蓮市測得4级。根據韓國氣象廳資料指出，自2月6日至2月9日共發生330起餘震，其中規模達MW 5級的餘震共10起。在美國地質調查局設置的互聯網調查頁面中，推定最大烈度為8度（VIII），甚至比主震更高。中国地震台网正式測定，該次地震規模MS 6.1级，震源深度約11千米。香港天文台則初步分析，震央位於北緯24.20度，東經121.40度附近，即花蓮之西北約38公里，該機構接獲數名香港市民報告，表示感到輕微震動，震動維持數秒，當地測得烈度為修訂麥加利地震烈度2度。日本气象厅经过解析，确定该次地震震中位于北纬24度02.8分，東经121度45.8分，震源深度4千米，规模为Mj6.2级、MW5.7级。
經濟部中央地質調查所構造與地震地質組科長盧詩丁表示，周邊餘震活動不斷甚至有一路往南的趨勢。交通部中央氣象局認為餘震數量規模有緩和下降趨勢， 不至於會觸動南邊斷層。氣象局地震測報中心代主任陳國昌在8日受訪時表示，餘震往南偏移的現象，說不定是讓地震加速衰減的一個途徑，這顯示原本發生地震區域的餘震已經在衰減當中，而往南偏的餘震，是比較小發震構造，平常若是沒有誘發可能50年、60年都不會發生地震的地區，它的能量本來就不多，餘震發生後之兩處能量會同時衰減。台灣東部地震研究中心主任張文彥受訪時分析，鄰近震央的餘震陸續發生，逐步往南方延伸，北邊也有但相對較少，並不是震央轉移，資料看起來都屬正常現象，且因主震規模較大，隨後的餘震也會越多。

## 災情與應變

### 前震
受本次地震影响，台北地区感受較强烈，有民房内的灯具等晃动持续约十几秒。新北市鶯歌區一个水塔倒塌，台铁列車传出延误消息，并紧急成立二级应变中心。此外，台北捷运公司、台灣铁路管理局、臺灣高铁公司宣布減速行驶。苏花公路一些路段出现落石。各家新聞頻道幾乎在同一時間都在直播画面中插播了強震即時警報或进行地震报道，公視則在左方跑馬燈發布了有关的地震消息。

### 主震

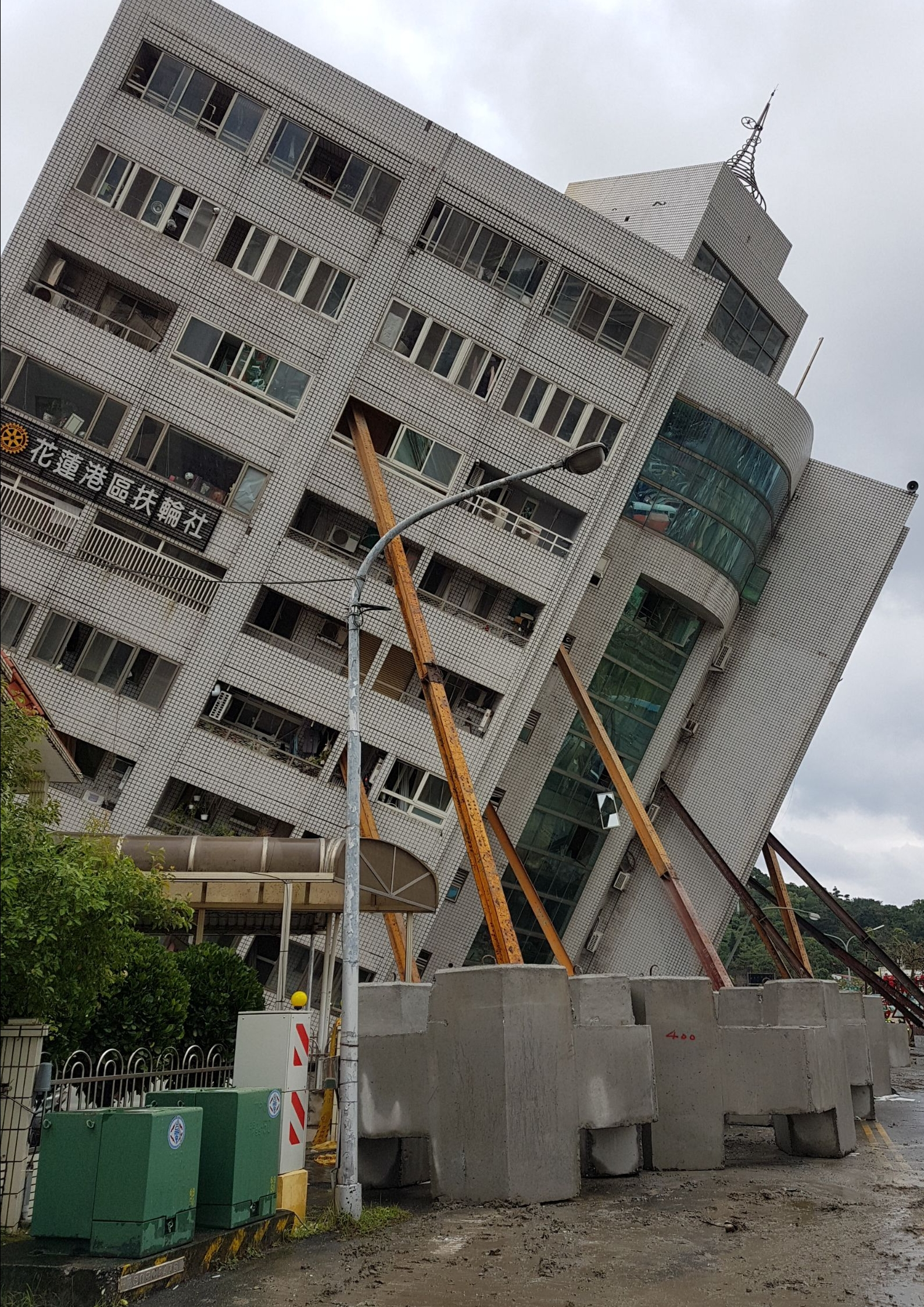
傾斜的雲門翠堤大樓

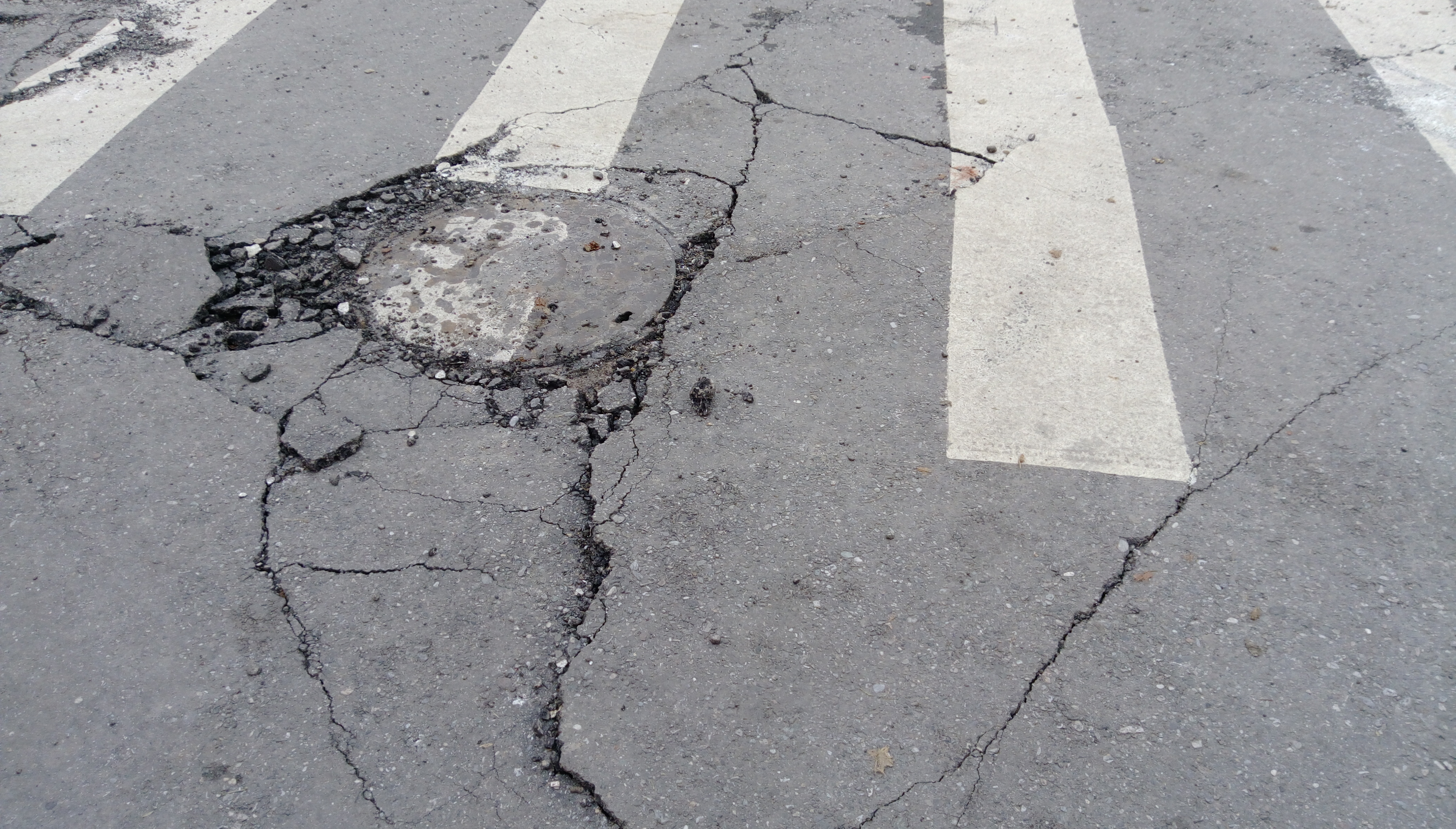
多處路面破碎

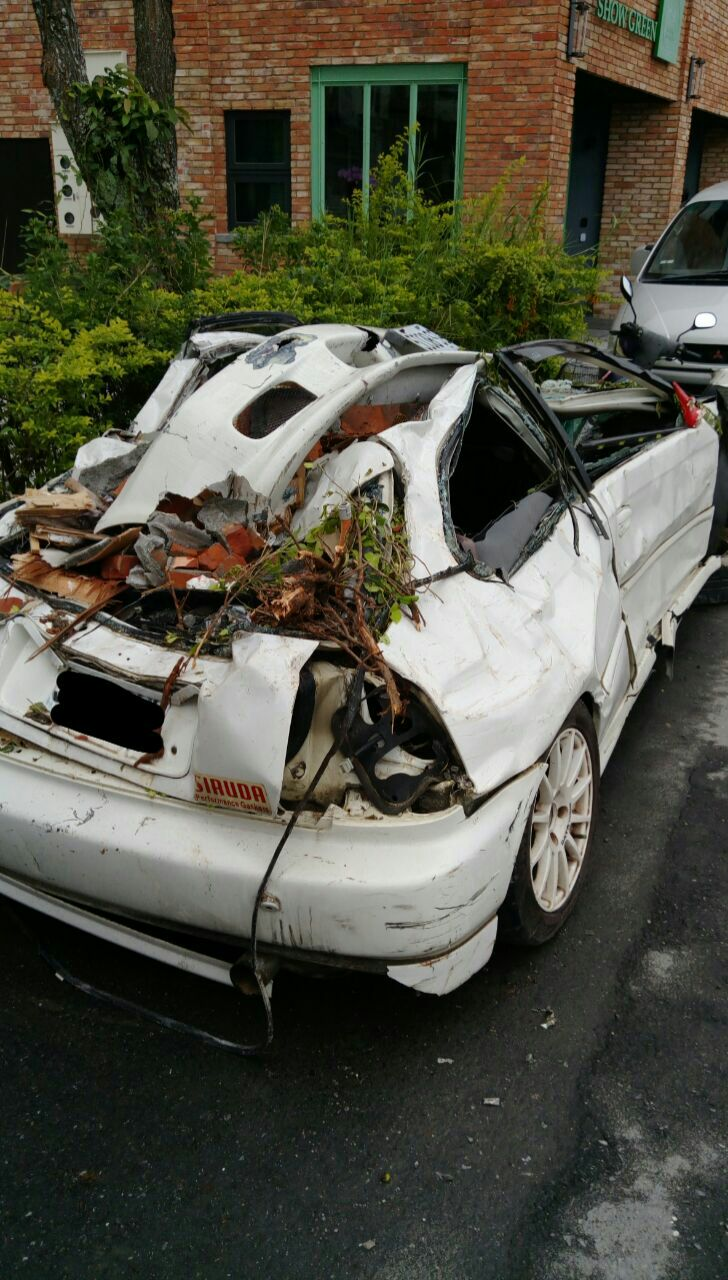
一輛遭砸毀的白色自用小客車

本次地震災情主要集中在花蓮縣花蓮市，位於該市的統帥大飯店大樓一、二楼倒塌，饭店中一度有17人受困。「雲門翠堤大樓」呈現嚴重傾斜。遠東百貨花蓮店舊址大樓結構受損有安全疑慮而必須拆除。位於國盛六街的住宅社區大樓「白金雙星」及「吾居吾宿」低樓層遭到壓毀。縣道193號七星潭大橋結構變形、台11線花蓮大橋路面隆起。台鐵花蓮車站月台及多處路段隆起崩裂。本次地震造成17人罹難，其中包括9名中国大陆游客不幸罹難、1名重伤、1名輕傷；而依罹难地区分，云门翠提大楼有14人罹难，统帅饭店则有1人遇难，另有2人在民宅中遇难。根據花蓮縣災害應變中心的統計，地震過後至7日上午12時，全花蓮就醫人數共計241人。教育部調查各校災損狀況，截至8日下午8時為止，共有172所各級學校受災、估計災害損失達新台幣9,879萬。其中，國立東華大學位於花蓮市美崙地區的創新研究園區（原國立花蓮教育大學舊址），地處米崙斷層北端，在地震後校園內外道路有多條裂縫，而距離米崙斷層僅15公尺的的音樂教育館為該校圖書館書庫所在，地震後因損毀嚴重暫停開放。據災後統計，花蓮縣約有48間公司與工廠有直接經濟損失，預估高達新台幣2.8億元，台積電表示相關廠房與生產線並未受此次地震影響，聯電、友達、群創、燿華、環球晶圓、台勝科等台灣重要產業亦表示產線正常、沒有災情。
震后，中國闽浙沿海的厦门、福州、温州等机场设施设备运转和运行保障工作正常。日本气象厅对宫古岛和八重山地方发布海啸预报（可能会发生海面变动，但不会造成灾害），最终没有观测到海啸。

## 救援情况

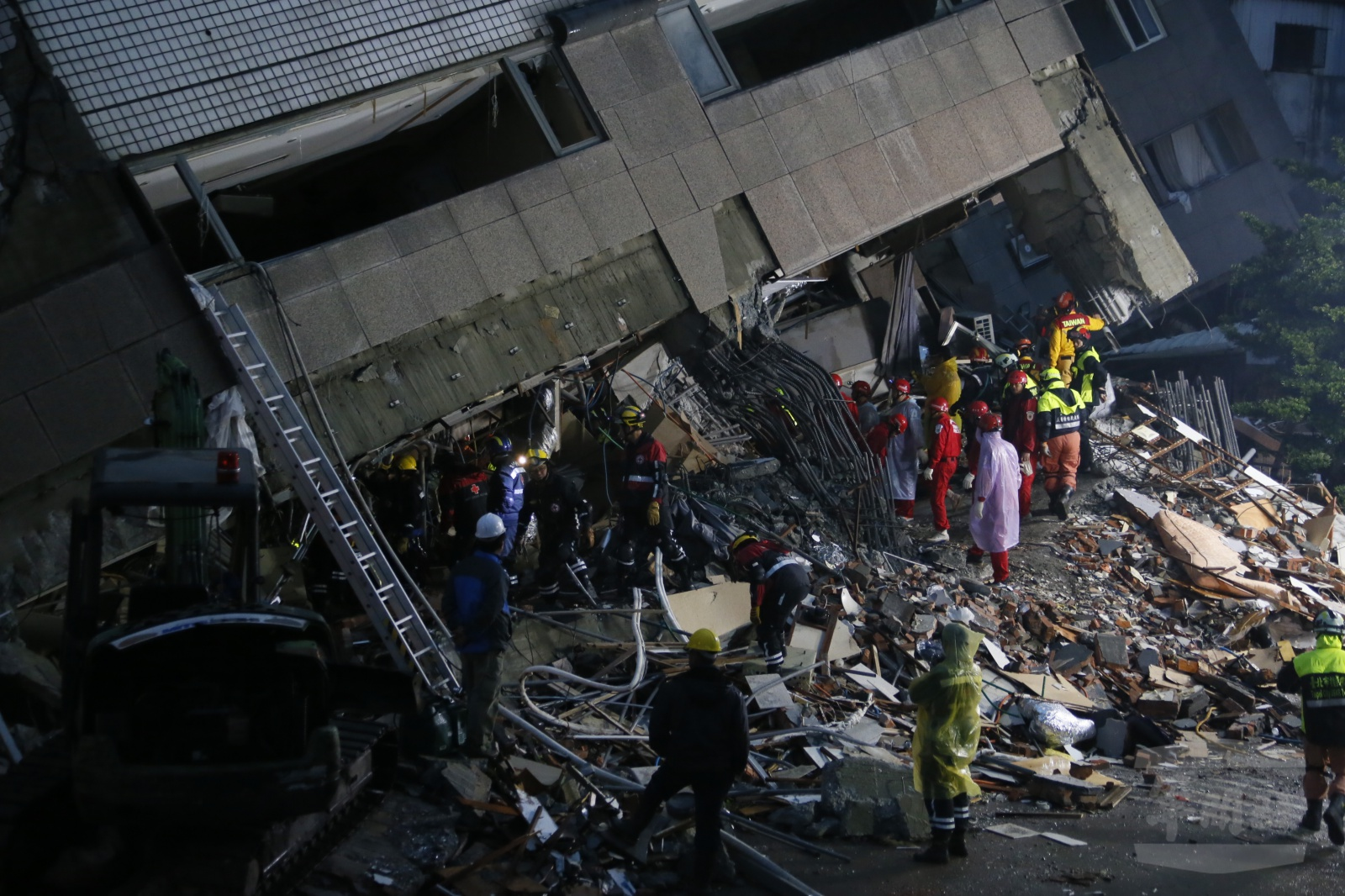
來自臺灣各地協助救援任務的人員在花蓮震災現場持續進行搜救任務。

主震於6日23:50發生後，中華民國內政部於7日0時成立中央災害應變中心，時任內政部部長葉俊榮擔任指揮官，時任中華民國行政院院長賴清德於0時50分至中心督導指揮救災。內政部消防署共調度中央及地方共17個消防機關，總計出動消防隊員391人、搜救犬20隻。陸軍花東防衛指揮部指揮官賀政中將於0時25分抵達倒塌之統帥飯店勘災。中華民國國防部於0時30分成立「災害應變中心」，由部長馮世寬坐鎮指揮各單位搜救進度，陸軍花東防衛指揮部1時10分於花蓮市成立前進指揮所，凌晨2時30分已動員中華民國國軍兵力398名官兵、中型戰術輪車7輛、輕型戰術輪車1輛、救護車13輛、照明車1輛與消防車1輛執行救援任務。。
時任花蓮縣縣長傅崐萁亦開設地方應變中心。花蓮縣政府宣布在花莲县立体育场设立临时收容中心，并宣布2月7日停班停課。花蓮市市長魏嘉賢在第一時間指示花蓮市公所開設一級防災應變中心，並分別在小巨蛋、中華國小活動中心成立收容中心。佛教慈濟醫療財團法人花蓮慈濟醫院在地震發生後隨即啟動「紅色九號」，同時招回三百多名醫護人員協助災後救治。
台北市市長柯文哲在凌晨於臉書貼文指出，台北市搜救隊一共30人已經在臺北松山機場集合，且已由軍機運送前往花蓮，台北市政府將會全力支援救災；新北市市長朱立倫則表示，新北市搜救隊一共派出93位搜救隊員，工程和醫療人員也已經待命，只要有需要，隨時出發。
中華民國總統蔡英文上午7時20分前往花蓮南美侖營區「第二戰區災害應變中心」聽取救災簡報，表示不准放棄任何救人與救災機會，讓人民的生活盡快恢復正常。隨後，蔡英文前往花蓮慈濟醫院探視受災傷患，並在醫院發現有中國大陆自由行觀光客腳受傷及證件遺失問題等，乃指示海基會瞭解相關情況。
由於「雲門翠堤大樓」毀損後出現嚴重傾斜的情形，為了在避免搜救行動時因連日的餘震使大樓造成進一步傾斜甚至坍塌，有工程單位在事發後於傾斜的大樓一側以多根鋼樑支撐，在後期更以消波塊以及土堆協助支撐。
2月7日下午，統帥大飯店營業部副總周瑞祥前去花蓮慈濟醫院，探視受傷員工梁書瑋及其家屬，事後面對媒體聯訪時稱希望飯店原址重建，公司將再繼續約聘在職員工，並表示罹難及受傷員工都有按照程序投保，後續處理則按《勞動基準法》等相關法律進行妥當處置。雲門翠堤大樓仍然持續傾斜，軍方緊急調出二十餘塊消波塊支撐。翌日，中華民國衛生福利部部長陳時中前去花蓮慈濟醫院慰問，除了對醫護人員表達最高敬意與感謝，同時對傷患發放一萬元的慰問金，針對陸客來台卻喪生的不幸意外，陳時中表示陸客的相關醫療費用，醫院會妥善根據相關規定處理。海基會表示，向刑事局及中央災變中心查證，確認4名罹難的陸客皆為來台自由行的旅客，並表示已聯繫內政部移民署及旅行社，儘速協助罹難者家屬辦理來台相關證件。
据日本时事通信社2月8日报道，鉴于台湾东部花莲县附近海域发生地震，日本政府8日派遣专业救援队赶赴灾区，参与地震救援。救援队由警察厅和消防厅人员组成，将参与失踪人员搜索和救助活动。
2月9日，多個新聞媒體報導警政署以及宜蘭縣警局說明了這次為了確認災情首次跨部會成立尋人特搜隊，透過來自警政、移民署跨部會的資料系統、傳統刑事組調查技巧，讓兩天內失聯人數從183人迅速降低為7人，使救難資源可以集中。這是台灣首次應用這樣的整合方式確認失聯民眾狀況。
日本政府原打算派遣45人救難隊前往台灣參與搜救，經內政部消防署評估人力充足而婉拒，日本乃於8日派遣由外務省、東京消防廳、警視廳、海上保安廳、從事對外援助的國際協力機構等官員與專家組成的7人團隊，攜帶兩台可探測深達30公尺的「透地雷達生命探測儀」抵台赶赴灾区依分工協助救援，進入較安全區域，現場指導臺灣搜救人員使用“高階生命探測儀器”，9日的搜救行動中只有日本的生命探測儀偵測到地底最底層生命跡象之訊號。
2月11日上午10時，花蓮縣長傅崐萁證實失聯2人已罹難，宣布停止為期106小時搜救，並即刻拆除雲門翠堤大樓，於2月25日上午兩點左右，將2人遺體移出。

## 究責檢討

### 地基與違規建築
土木建築學者楊裕富表示這不僅是天災，因為米崙斷層屬發生地震機率較高的活斷層，斷層線兩旁至少應劃設50公尺以上「禁建區或保護區」，才是正確的都市土地使用規範，但花蓮縣政府工程建築管理部門居然同意興建高樓大廈，明顯是公務員失職與政商勾結造成的人禍。
嚴重傾斜的「雲門翠堤」大樓等被質疑怎麼會把地基蓋在美崙溪的舊河道河床上，河灘地地表下的水還是很充沛，遇上大地震搖晃，土壤液化的可能性很高。該棟1、2、3樓漂亮生活旅店與阿官火鍋店內部改建後原本每戶之間的隔間牆全被破壞，一樓短少23面結構牆，鋼筋樑柱太細、太少也被懷疑當初為何能使向花蓮縣政府申請的改建過關。這兩家店的老闆夫妻被指為在花蓮背景雄厚。
完全震垮的國盛六街「吾居吾宿」大樓住戶質疑原本6層樓的建築卻被違規加蓋到9樓，經居民於2016年多次向花蓮縣政府陳情、抗議，但直到建商持續施工完成，縣政府人員卻而從未到現場阻止。傾倒損毁的「白金雙星」大樓與統帥大飯店等亦有違建問題。
國家地震工程研究中心黃世建主任表示目前的防災的都市更新計畫僅有拆除重建，也應鼓勵耐震補強，但目前仍待立法，建議應立法簡化程序，鼓勵建管法令支持，並建議先有階段性補強，排除軟弱底層破壞機制。

### 證據與拆屋問題
縣政府不跟住戶討論拆除行動、未待災民取出重要物產或根本未通知受災戶拿家當和回憶物品即已急派挖掘机等大型機具欲於2月9日凌晨開始拆除大樓，讓住戶抨擊，並表明將向司法單位和監察院檢舉令人起疑與縣府可能急於掩蓋證據之事。擔任中華民國土木技師公會理事長並率領上百名技師投入災區勘查與救援的立法委員施義芳於9日召開記者會，呼籲檢調單位要趕快保存所有證據，釐清相關責任。花蓮地檢署緊急召開記者會說會將此列為偵辦重點、詳加採證，包括交叉比對建築執照、使用執照、變更設計等相關申請文件及現場勘查蒐證，不排除將案件列為人為或縣府公務機關官員疏失。
花蓮縣長傅崐萁表示將4倒塌建物的相關資料全部主動報請地檢署進行所有刑事調查。

### 全國樓檢與重建
地震兩週後，中央政府對因地震受損的花蓮民間建物編列約二．一億元預算，提供重建法令、技術諮詢及融資管道等服務，補助辦理結構安全性能評估及擬定重建計畫。行政院也預計4年投入60億元預算，對全國1999年12月31日以前領得建照之樓地板面積累計達1,000平方公尺以上供公眾使用的私有建物（如學校、醫院、商場、旅館、電影院、社福機構、運動休閒場所等）與6層樓以上建築推動「建物快篩」、「耐震評估」、「重建補強」、「階段性補強」、「金融協助」等安檢暨輔導相關補助及協助措施，預估2018年至2020年將辦理2萬7000件快篩，至2021年以前補助辦理耐震初步評估3萬4千件、詳細評估500件。內政部也將研修《建築法》，要求經耐震評估後構造安全不符現行規定的建築，應限期補強或重建，違者最高可處30萬元罰鍰，屆期仍未改善還會連續處罰。

## 各界反應

### 台灣本地反應

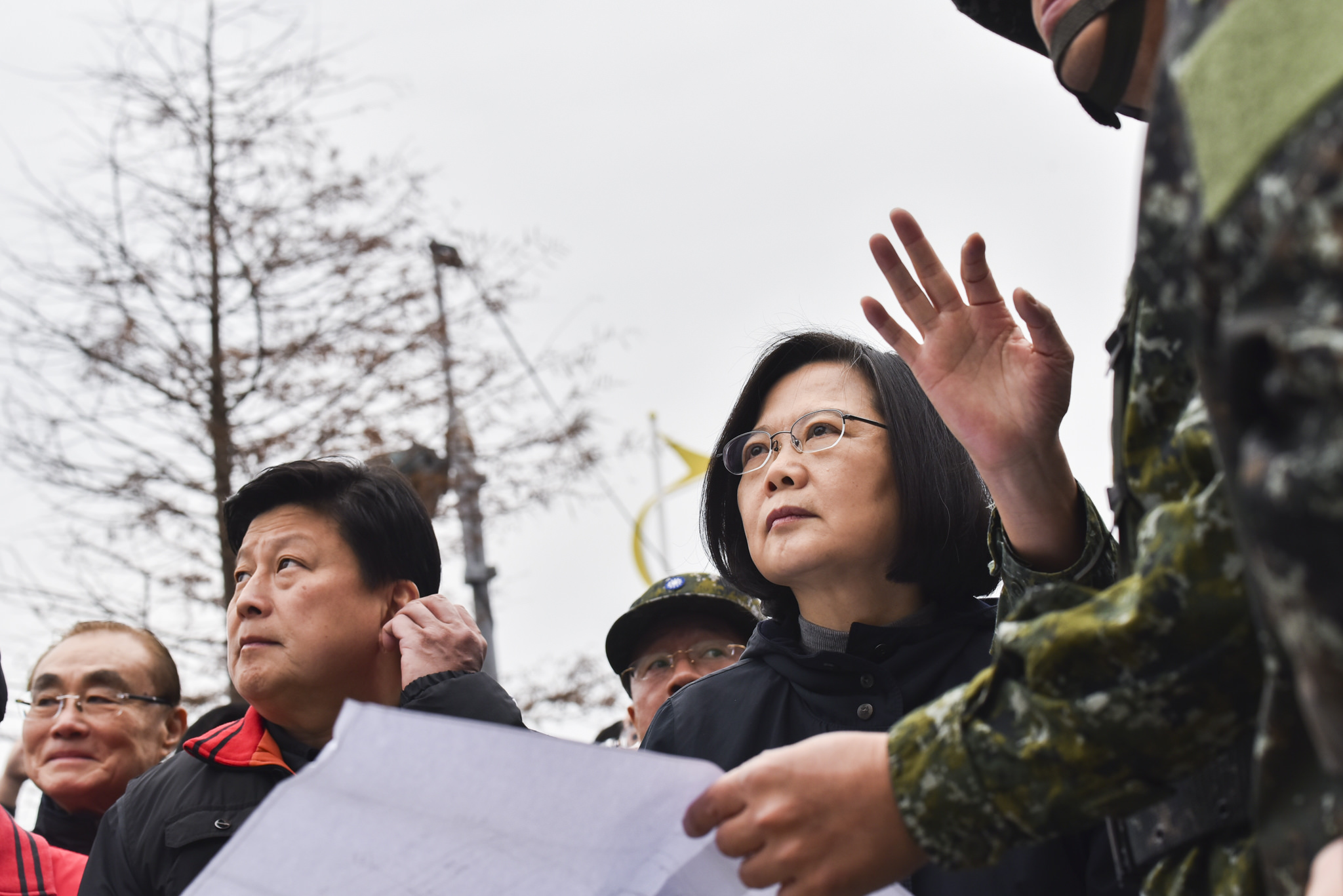
中华民国总统蔡英文（右）與花蓮縣長傅崐萁（中）、國防部長馮世寬（左）一同勘灾

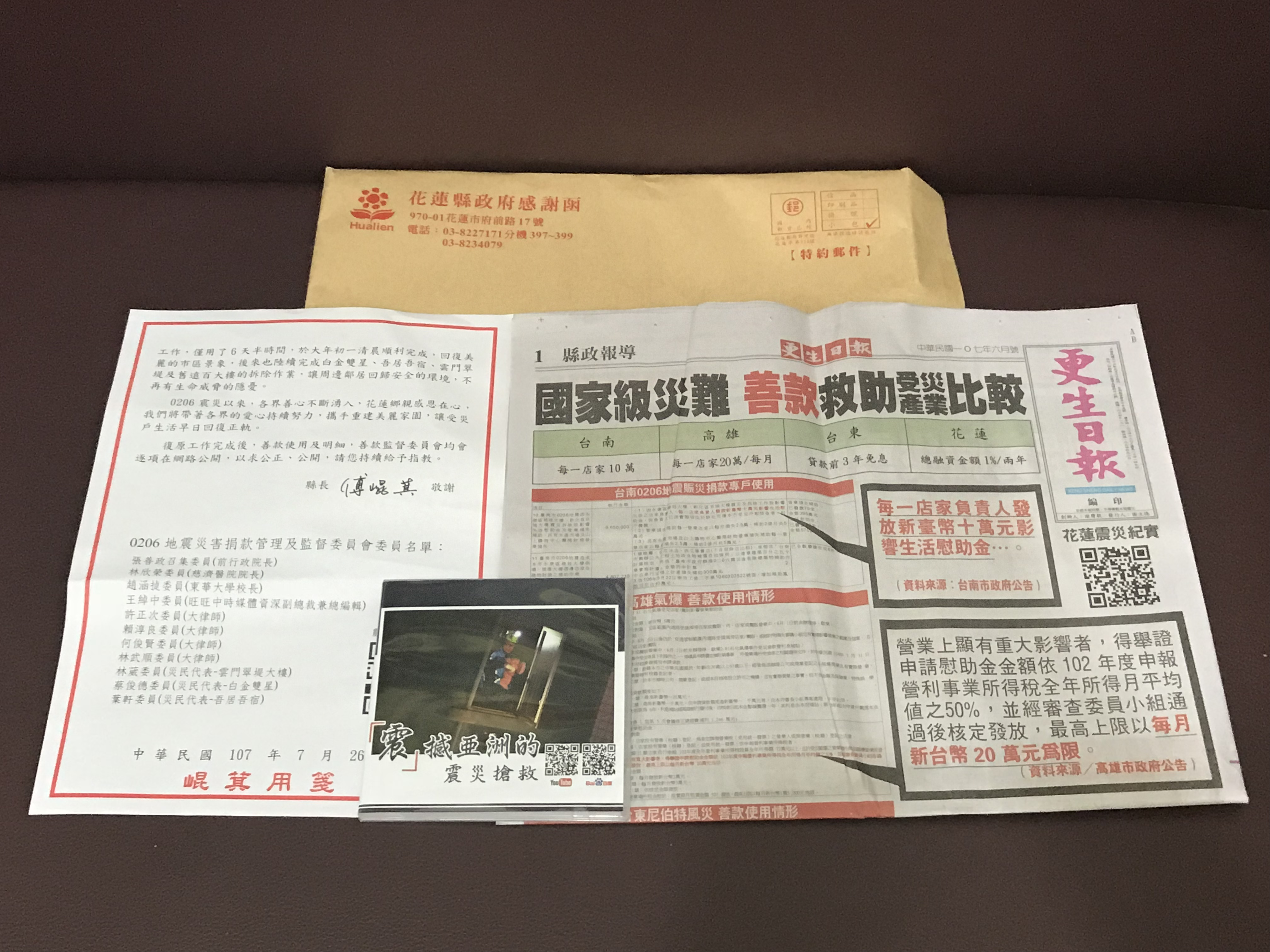
花蓮縣政府感謝函

中華民國衛生福利部成立賑災專戶，希望民眾發揮愛心，透過金融機構、郵政劃撥或四大超商捐款。
總統蔡英文以個人名義捐款新台币100萬元；行政院長賴清德捐出一個月所得約新台币33萬元；民主進步黨中央黨部及立院黨團各捐款新臺幣1百萬元，黨中央全體黨工也捐一日所得；中國國民黨立院黨團的委員捐出其一日所得約新台幣22萬餘元；中國國民黨主席、前副總統吳敦義以個人名義捐出1個月卸任禮遇，並建議該黨公職人員響應捐款；時代力量黨部捐出新台幣50萬元，立院黨團的委員各再捐新台币10萬元；親民黨立院黨團的委員也捐出一日所得，約新台幣18.3萬元。因年底即將進行地方公職人員選舉，不少意欲參選者暫停競選活動以協助救災。
蔡英文於農曆除夕向全體國人拜年時表示社會充滿愛和團結，人民要永遠記得患難中的真情，不論發生什麼事，全國一定會跟花蓮人站在一起。
蔡英文政府先是撥交10億元給花蓮縣政府，衛生福利部於3月初另將賑災捐款近3億元撥付予花蓮縣政府作為重建使用。全部捐贈善款達22億元以上。此外，行政院提供受災企業專案融資共200億元，交通部投入5500萬元以提振花蓮觀光產業，交通部觀光局也補貼旅宿業者貸款利息3000萬元，補助符合一定條件者每人住宿費最高500元。
總部位在花蓮的慈濟基金會在震後即成立防災協調中心，啟動防災機制，提供災民禦寒毛毯、圍巾等物資和熱饅頭、熱薑湯等飲食，截至7日中午共提供2700條毛毯、2000條圍巾、400張折疊床，慈濟在此次震災共出動近1200名志工協助賑災；中華民國紅十字會提供230張棉被、150個睡袋並搭建10個大帳篷，且出動72名救災隊志工提供協助；中華民國婦女聯合會原预定捐款新臺幣5,000萬元，但因被行政院不當黨產處理委員會認定疑似中國國民黨附隨組織，動用資產需經該會同意，而該會只同意妇联捐出新台币4,200萬元，為婦聯會最終捐款額。
震後通訊部分，AT&T宣布在震後3天內，用戶撥打電話或傳簡訊至台灣都免費，希望大家能順利了解在台親友的最新狀況；中華電信針對行動用戶受災戶提供三個月免收月租費，並且暫緩催收帳單三個月，一般受災戶則自障礙中斷開始至修復日止停止收費；台灣大哥大表示，房屋全毀或半毀的受災戶，可申請減免1年月租費、國內語音通話、上網等費用；遠傳電信為花蓮受災戶提供帳單暫緩催收3天並針對地震罹難者辦理死亡停機，帳款一律不收取；亞太電信表示免收受災戶1個月月租費；台灣之星則暫停災區帳單催收及停話作業。

### 台灣境外反應

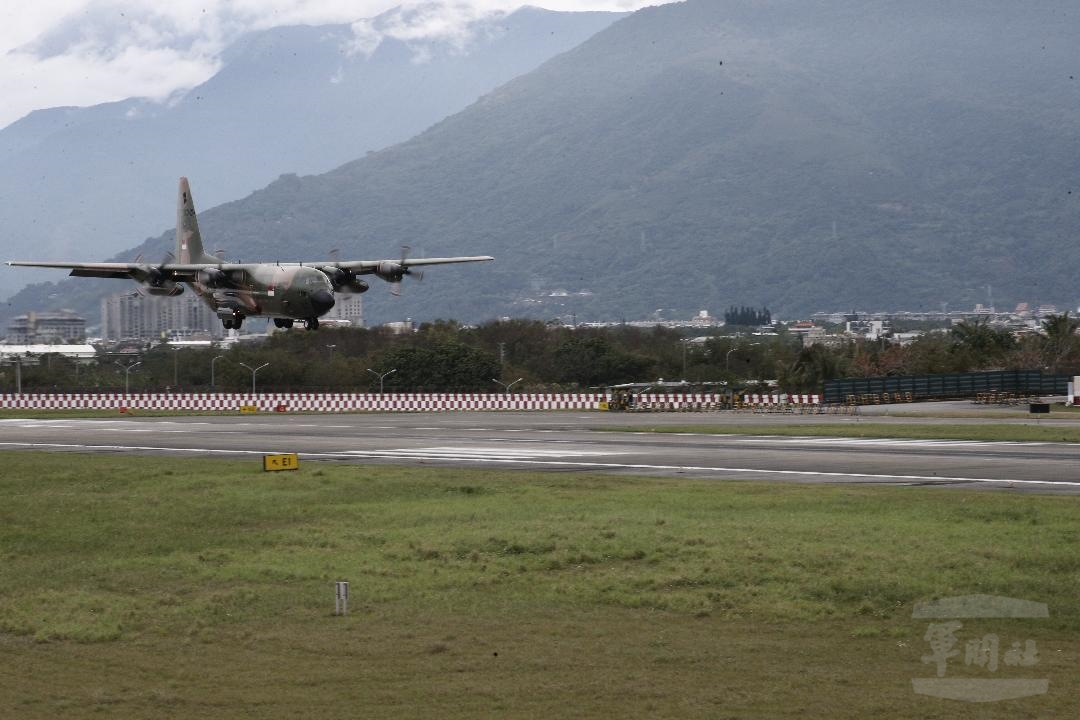
新加坡為透過官方管道向花蓮地震提供人道援助的國家之一，圖為新加坡共和國空軍C-130運輸機降落花蓮空軍基地運送賑災物資，2018年2月9日

中華民國外交部2月13日在新聞稿表示：“已接獲來自美國、日本、加拿大、吉里巴斯、馬紹爾群島、諾魯、帛琉、索羅門群島、吐瓦魯、澳大利亞、斐濟、印度、印尼、韓國、馬來西亞、紐西蘭、菲律賓、新加坡、泰國、越南、教廷、比利時、波士尼亞及赫塞哥維納、捷克、法國、德國、荷蘭、匈牙利、義大利、拉脫維亞、立陶宛、盧森堡、波蘭、葡萄牙、斯洛伐克、西班牙、瑞士、瑞典、英國、貝里斯、多明尼加、薩爾瓦多、瓜地馬拉、海地、宏都拉斯、尼加拉瓜、巴拉圭、聖克里斯多福及尼維斯、聖露西亞、聖文森、玻利維亞、巴西、智利、哥倫比亞、古巴、厄瓜多、墨西哥、巴拿馬、秘魯、委內瑞拉、布吉納法索、史瓦濟蘭、南非、以色列、約旦、科威特、蒙古、俄羅斯、土耳其等69國及歐洲聯盟、東加勒比海國家組織（OECS）、中美洲議會（PARLACEN）、中美洲統合體（SICA）等國際組織向我國表達關懷與慰問。”。
外交部表示除了將續與各國駐臺機構保持聯繫，並提供相關外籍人士必要協助外，亦將全力配合相關部會進行救災及復原工作，以協助災區民眾及早恢復正常生活。
| 國家           | 聲明與協助 |
| -------------- | --- |
|                | 宏都拉斯總統聞訊後在推特慰問受到波及的台灣人。 |
| 美国           | 美國在台協會處長梅健華透過臉書，代表該會和美國政府向所有災民慰問，並表示若美國可以幫忙，將會協助。 美国国务院東亞局發言人凱維（Michael Cavey）表示美國政府對於這次地震所導致的天災關切與哀悼，並表示美國在台協會正密切關注相關事宜，並與台灣當局保持連繫在必要時提供協助，美國的支持符合美國與台灣人民之間長久的友誼。 |
| 加拿大         | 加拿大駐台北貿易辦事處在聞訊後於臉書發文表示，在這個艱困的時期，加拿大與台灣站在一起，並提醒在該區域的加拿大人遵從地方政府的指示。 加拿大政界有多位參眾議員及政要向駐加拿大台北經濟文化代表處表達關切慰問。 加拿大外交部在得知有加拿大籍港裔夫婦失聯時表示，加拿大駐台機構已與台灣當局聯繫取得相關訊息給家屬，在這個艱難時刻，加拿大政府的心與家屬同在。 |
| 日本           | 日本外務大臣河野太郎於2月7日致電中华民国外交部長李大維表達關懷之意，並表示日本已做好準備，提供台灣任何必要的支援。 日本內閣官房長官菅義偉於2月7日在記者會上表示：「若台灣有需要，日本政府願意提供必要援助。希望這個團隊能幫忙救出生還者，哪怕只是1個人」。 日本內閣總理大臣安倍晉三也於2月8日向蔡英文總統發電慰問，指日本311大地震時，受到老朋友台灣人民的溫暖支援，台灣現在有困難，不論需要什麼支援，日本都願意幫忙。安倍首相也親自用漢字題書「」，总理大臣官邸臉書與Instagram也放上錄影與照片，並以Hashtag標註“pray for Taiwan”。安倍首相官邸亦於推特上以數則日文與正體中文推文感謝台灣並致上衷心慰問，蔡英文總統隨即以日文推文答謝體現臺日雙方友情與價值觀的人道救助。 日本政府派遣7名警察廳和消防廳專家，攜帶兩台「深層生命探測儀」於2月8日抵達台灣協助救援。 日本雅虎于2月8日開設「台灣東部地震緊急支援募金」的捐款專頁，至当天晚間5時30分，已有超過5.3萬人參與網路捐款，募款數字累計約4187萬日圓（約1125萬台幣），雅虎方面也將捐出同樣金額的捐款（上限500萬日圓） 截至3月9日止，日本各界透過臺北駐日經濟文化代表處各館處代收及經由日本雅虎及樂天募款網站等管道所籌募善款已超過2億7千萬日圓，其中包括日本維新會所捐贈1千萬日圓。 |
| 新加坡         | 新加坡空軍一架C-130運輸機和派遣人員在空戰指揮部運輸團團長扎基爾·哈米德上校（Zakir Hamid）率隊下，載運新加坡武裝部隊捐贈的救援物資（包括帳篷、毛毯、醫療物資、食物及照明燈），於2月9日下午飛抵達花蓮空軍基地。國防部參謀本部副參謀總長執行官陳寶餘上將代表迎接，並由花蓮基地空軍第五聯隊作戰科科長胡中華上校接收星國物資。新加坡國防部官方網站旋即於當日下午新聞稿中公布此次人道救援之內容及照片。中華民國國防部發言人陳中吉少將說，這是中華民國與新加坡兩國默契下的人道援助任務，國防部對此表示感謝。蔡英文總統也致函新加坡總理李顯龍代表國民向他及新加坡人民表示感謝。 |
|                | 韓國部分旅遊業表示2月8日至2月11日之間出發的訪台旅行團可全額退費，而有部分旅行社將原定花蓮的行程改為台中。 大韓民國外交部表示，據台灣方資料顯示，在台的14名韓籍人士均獲救及安全脫困，其中1人已出院回國。 韓國網友在第一時間聞訊後，表示韓國已不是安全地帶，並呼籲政府重視房屋的防震結構。 韓國基督教協會秘書長表示已與台灣長老教會取得聯繫，並表示將會捐款且寄送緊急物資到台灣，同時也對台灣的狀況進行最誠摯的祈禱。 |
| 英國           | 英國在台辦事處代表唐凱琳在第一時間代表英國政府表達慰問。 |
| 菲律賓         | 馬尼拉經濟文化辦事處在第一時間忙於尋找及照料受災菲人，暫無發表慰問聲明，直到2月8日向震災受災者表示關懷與慰問。 駐菲律賓臺北經濟文化辦事處在聞訊來台菲籍看護不幸身亡後，駐菲代表林松煥向罹難者家屬表示哀悼，並承諾願協助他們前往台灣處理後事 至3月7日，旅菲台商及鄉親已募得逾600萬披索（約新台幣373萬元）賑災款。 |
| 中华人民共和国 | 中國大陸網友號召捐款、捐物資，表示對花蓮關心。中国红十字会向灾区提供100万元人民币紧急救灾款。中国银行业监督管理委员会协调在台大陆金融机构捐款新台币1035万元。据不完全统计，截自2月13日止，大陆方面共向台湾捐助人民币2087.5万元。 國臺辦發言人安峰山12日表示，台灣有關方面、花蓮縣政府和救援人員全力開展搜救，對受傷大陸遊客和遇難者家屬給予關照和協助，表示感謝之意。 國臺辦主任張志軍在7日中午與花蓮縣長傅崐萁通話，表示願意派遣救援隊來台救災，行政院大陸委員會則代表中華民國政府表達感謝，並婉拒其援助。 中华人民共和国国家旅游局表示，將提醒游客密切关注台湾地震风险，近期暂勿前往台湾花莲及相邻地区旅游。 中华人民共和国外交部發言人耿爽針對此次地震表示不是外交問題，並請發言記者上網查詢國台辦相關發言，同時也指責日本政府不應倡導「一中一台」，並強烈譴責日本首相官邸的貼文違反「一個中國」的原則。 |
| 梵蒂冈         | 梵蒂岡國務樞機卿帕羅林親自致電天主教花蓮教區黃兆明主教，並在電話中表示，「教宗保證將會為亡者及傷患祈禱」。 |

## 爭議
- 交通部中央气象局的官方网站在最大前震後一度無法存取，网友批評“根本是纸糊的”[254]。
- 中國國民黨籍臺北市議員王欣儀在Facebook祈福文表示就算老天覺得「德不配位[註 4]」也該是去嚇總統、別嚇善良老百姓，並稱「『統帥』酒店倒，執政黨會不會倒不知道」，不久後撤除貼文[255][256]，翌日她透過台灣蘋果日報表示希望媒體別再以訛傳訛[257]。
- 氣象主播李富城在Facebook祈福文中表示天災加上人禍應被譴責[258]，後來撤除貼文。
- 小虎隊成員陳志朋在新浪微博發表祈福文，有部分中國大陸網友作出非理性发言，使陳相當氣憤，並引起双方的网路論戰[259]。ETtoday新聞雲报道称，地震發生後，微博上花蓮地震一事一度登上熱搜榜，同时也有大陸網民也在站內留言為臺灣祈福[260]。
- 中華民國總統府發出对各国慰问的感謝函後，中國大陆媒體质疑该名单獨缺「中國大陸」。而三立新聞網報導，蔡英文在8日感謝各國的臉書PO文中有寫出「中國大陸」，且總統府發言人黃重諺在記者會時，也有將「中國大陸」列出[261][262]。
- 臺灣反核人士方儉在Facebook祈福文中表示「還要多大的地震，才能震醒執政者的核電大夢？」、「天譴台灣也不冤」，並稱近期政府在頻頻地震中重啟核二機組是推動台灣核災，亦遭到網友批評[263]。
- 網路名人飆悍成吉思漢健身房館長陳之漢公開表示，因曾為陸戰隊員親身協助921賑災，給他一點時間，他要捐出100萬元[264]。另一位網路名人陳沂批評他捐錢賑災是買贖罪券，還指花蓮縣政府會影響捐款去向，引發爭議[265]。但後质疑震灾所收捐款未被专款专用[266]。
- 总统蔡英文前往醫院探視慰問各國傷患時，有中國大陆遊客對蔡英文的關懷詢問回應道：「謝謝總統！」但东南卫视在報導時把「總統」2字消音，連字幕也只顯示「謝謝」，引發台灣網友質疑[267][268][269][270][271]。
- 2025年7月，和碩董事長童子賢指控，他當時曾捐款並帶領團隊到受災國小協助修繕，結果校方被花蓮縣政府恐嚇，要求不得收受捐款和幫助，必須交由縣府分配。對此，花蓮縣政府以書面反駁並至花蓮地檢署提告。[272][273]